# Кватропани (Месина)
Кватропани је насеље у Италији у округу Месина, региону Сицилија.
Према процени из 2011. у насељу је живело 821 становника. Насеље се налази на надморској висини од 336 м.